# Église Saint-Pierre (Chéticamp)
Pour les articles homonymes, voir Église Saint-Pierre.
L'église Saint-Pierre est une église catholique romaine situé à Chéticamp, au Cap-Breton.

## Histoire
La paroisse Saint-Pierre a été fondée en 1785 et est depuis 1953 sous la responsabilité des Eudistes. Trois églises ont été construites, en 1790, 1810 et 1861, à environ un kilomètres et demi au sud du site actuel. L'église actuelle a été commandée par le père Fiset en 1893 et a coûté 41 950 dollars canadiens de l'époque. La pierre a été offerte par la compagnie Robin et transportée sur la glace par cheval à partir de l'île de Chéticamp, située à 500 mètres en face de l'église. L'église a été rénovée en 1957.
L'église a été inscrit au registre provincial le 15 juin 2004.

## Architecture
L'église est orientée est-ouest, avec la façade à l'ouest. Elle est composée d'un clocher, d'une nef avec bas-côtés et d'un chœur avec une abside.
Le clocher consiste en une tour surmontée d'une flèche, le tout haut de 51 mètres.
L'intérieur est de style baroque. Les colonnes sont de l'ordre corinthien.
La nef est bordée d'un bas-côté de chaque côté, surmontés de tribunes. Le plafond plat des bas-côtés et des tribunes est orné de médaillons de plâtre. Les bas-côtés se terminent juste avant le chœur, donnant l'impression que l'église possède un transept.
L'autel a été installé en 1912. Il est de style baroque et consiste en un baldaquin à trois niveaux, orné d'une statue de Saint-Pierre. Le retable est orné d'une fresque de l'italien Mario Mauro.
Deux niches abritent chacune une statue se trouve de part et d'autre de l'autel, au deuxième niveau. Il y a Jésus-Christ à gauche et la Vierge-Marie à droite.
L'orgue Casavant, l'un des premiers construits, a été installé en 1904.